# Eoasthena catharia
Eoasthena catharia là một loài bướm đêm trong họ Geometridae.